# Teklów
Teklów – wieś w Polsce położona w województwie łódzkim, w powiecie tomaszowskim, w gminie Ujazd. Miejscowość wchodzi w skład sołectwa Bielina.
W latach 1975–1998 miejscowość należała administracyjnie do województwa piotrkowskiego.